# Épaignes
Épaignes é uma comuna francesa na região administrativa da Normandia, no departamento de Eure. Estende-se por uma área de 25,95 km². Em 2010 a comuna tinha 1 622 habitantes (densidade: 62,5 hab./km²).